# Protvinó
Protvinó (en ruso: Протвино́) es una ciudad de Rusia situada en el óblast de Moscú. Se localiza a 100 km a sur de la ciudad de Moscú y tiene una población de 37 308 habitantes (2010).

## Ciudades hermanadas
Protvinó está hermanada con las siguientes ciudades:
- Antony (Hauts-de-Seine), Francia
- Logóisk, Bielorrusia
- Saky, Rusia